# Supercoppa italiana 2005
La Supercoppa italiana 2005, denominata Supercoppa TIM per ragioni di sponsorizzazione, è stata la 18ª edizione della competizione disputata il 20 agosto 2005 allo stadio delle Alpi di Torino. La sfida è stata disputata tra la Juventus, vincitrice della Serie A 2004-2005 — titolo revocato nel 2006 a seguito delle sentenze di Calciopoli —, e l'Inter, detentrice della Coppa Italia 2004-2005.
A conquistare il trofeo è stata l'Inter con un punteggio di 1-0 dopo i tempi supplementari.

## Partecipanti
| Squadre  | Qualificazione                         | Partecipazioni precedenti (il grassetto indica la vittoria) |
| -------- | -------------------------------------- | ----------------------------------------------------------- |
| Juventus | Vincitore della Serie A 2004-2005      | 6 (1990, 1995, 1997, 1998, 2002, 2003)                      |
| Inter    | Vincitore della Coppa Italia 2004-2005 | 2 (1989, 2000)                                              |

## La partita
Terzo derby d'Italia valido per l'assegnazione di un trofeo — dopo le finali di coppa nazionale del 1959 e 1965 —, l'incontro andò in scena a Torino, sotto una pioggia battente che pure non inficiò lo stato del terreno di gioco.
Costretta a schierare alcune seconde linee — tra cui Chimenti a protezione dei pali e Kovač al centro della difesa —, la Juventus creò in avvio di gara la prima palla-gol, con una deviazione aerea di Emerson terminata alta; la manovra d'attacco interista si basava invece sulla velocità di Martins, con Zebina che, tentando di anticipare il nigeriano, rischiò un'autorete, costringendo Zambrotta alla respinta sulla linea di porta. In chiusura del primo tempo Trezeguet andò a segno sfruttando un assist di Ibrahimović, ma l'arbitro De Santis annullò la rete, ravvisando erroneamente un fuorigioco.
Nel corso della ripresa, Toldo negò in altre occasioni il vantaggio ai padroni di casa, con lo svedese che mancò di poco il bersaglio e un palo colpito da Vieira; le opportunità dei milanesi — con Chimenti decisivo sul tiro di Adriano e un'incursione di Martins sventata in area —, non furono a loro volta finalizzate, prolungando la contesa ai tempi supplementari. Al 96' Adriano difese un pallone nei pressi della linea di fondo campo per poi scaricarlo indietro all'accorrente Verón, la cui conclusione s'insaccò in rete. Per la formazione lombarda si trattò del secondo successo nella manifestazione, dopo quello colto nel 1989.
Polemiche da ambo le parti condirono il dopo-gara, a causa del gol bianconero non convalidato e della squalifica di Samuel per un presunto sputo indirizzato a Nedvěd, circostanza rimasta dubbia malgrado l'uso della prova televisiva..

## Tabellino
| Arbitro: | De Santis (Tivoli) |

|  |           |           |
|  | Marcatori | 96’ Verón |

| Juventus | Internazionale |

### Formazioni
| Juventus: (4-4-2) |    |                        |      |      |
|                   |    |                        |      |      |
| P                 | 12 | Antonio Chimenti       |      |      |
| TD                | 27 | Jonathan Zebina        |      | 111’ |
| DC                | 6  | Robert Kovač           |      |      |
| DC                | 28 | Fabio Cannavaro        | 62’  |      |
| TS                | 19 | Gianluca Zambrotta (c) | 113’ |      |
| CLD               | 16 | Mauro Camoranesi       |      | 73’  |
| CC                | 4  | Patrick Vieira         | 30’  |      |
| CC                | 8  | Emerson                |      |      |
| CLS               | 11 | Pavel Nedvěd           |      |      |
| ATT               | 9  | Zlatan Ibrahimović     |      |      |
| ATT               | 17 | David Trezeguet        |      | 103’ |
| A disposizione:   |    |                        |      |      |
| P                 | 32 | Christian Abbiati      |      |      |
| D                 | 7  | Gianluca Pessotto      |      |      |
| C                 | 20 | Manuele Blasi          |      |      |
| C                 | 23 | Giuliano Giannichedda  |      |      |
| A                 | 10 | Alessandro Del Piero   |      | 73’  |
| A                 | 18 | Adrian Mutu            |      | 111’ |
| A                 | 25 | Marcelo Zalayeta       |      | 103’ |
| Allenatore:       |    |                        |      |      |
| Fabio Capello     |    |                        |      |      |

| Inter: (4-4-2)  |    |                      |      |      |
|                 |    |                      |      |      |
| P               | 1  | Francesco Toldo      |      |      |
| TD              | 13 | Zé Maria             |      | 59’  |
| DC              | 2  | Iván Córdoba         |      |      |
| DC              | 23 | Marco Materazzi      | 61’  | 63’  |
| TS              | 16 | Giuseppe Favalli     |      |      |
| CLD             | 4  | Javier Zanetti (c)   | 89’  |      |
| CC              | 14 | Juan Sebastián Verón | 20’  |      |
| CC              | 19 | Esteban Cambiasso    | 98’  |      |
| CLS             | 5  | Dejan Stanković      | 17’  |      |
| ATT             | 10 | Adriano              |      |      |
| ATT             | 30 | Obafemi Martins      |      | 100’ |
| A disposizione: |    |                      |      |      |
| P               | 12 | Júlio César          |      |      |
| D               | 25 | Walter Samuel        |      | 63’  |
| C               | 6  | Cristiano Zanetti    |      |      |
| C               | 8  | David Pizarro        | 117’ | 59’  |
| C               | 21 | Santiago Solari      |      |      |
| A               | 9  | Julio Cruz           |      |      |
| A               | 20 | Álvaro Recoba        |      | 100’ |
| Allenatore:     |    |                      |      |      |
| Roberto Mancini |    |                      |      |      |